# Catedral basílica de San Juan Bautista (San Juan de Terranova)
La Basílica Catedral de San Juan Bautista (en inglés: Basilica-Cathedral of St. John the Baptist) se localiza en  St. John, Terranova y Labrador y es la catedral metropolitana de la arquidiócesis de San Juan de Terranova, Terranova y la iglesia madre y el símbolo del catolicismo en Terranova al este de Canadá.
La basílica-catedral fue el proyecto de construcción más grande en su época en la historia de Terranova. La construcción duró desde la excavación del terreno en mayo de 1839, a través de la colocación de la piedra angular en mayo de 1841, hasta la terminación y la consagración, el 9 de septiembre de 1855. En este momento, era el edificio de una iglesia más grande de América del Norte y sigue siendo la segunda más grande de Canadá detrás de Oratorio de San José en Montreal.
El 17 de octubre de 2007, el obispo Martin Currie, de la diócesis de Grand Falls fue nombrado arzobispo de  St. John. Asumió su cargo el 30 de noviembre de 2007.
En 2022, la basílica-catedral fue vendida a una fundación católica por 2,3 millones de dólares para afrontar las indemnizaciones por cientos de casos de abusos sexuales a menores ocurridos durante décadas en el orfanato de Mount Cashel, de los cuales la arquidiócesis fue declarada «indirectamente responsable» por los tribunales en 2019.